# Ильбеков, Каирбек
Каирбек Ильбеков (каз. Қайырбек Ілбеков; 1923 год, аул Ойшилик — 2004 год) — старший конюх колхоза имени Калинина Аксуатского района Семипалатинской области, Казахская ССР. Герой Социалистического Труда (1948).
Родился в 1923 году в крестьянской семье в ауле Ойшилик. Окончил школу в родном ауле. Участвовал в Великой Отечественной войне. В 1944 году получил серьёзное ранение при обороне Сталинграда. После излечения демобилизовался и возвратился в Казахстан.
С 1944 года — рабочий в колхозе имени Калинина Аксуатского района. В 1947 году был назначен старшим конюхом в этом же колхозе. За выдающиеся успехи, достигнутые в развитии животноводства удостоен звания Героя Социалистического Труда указом Президиума Верховного Совета СССР от 23 июля 1948 года c вручением ордена Ленина и золотой медали «Серп и Молот».
С 1965 года — директор фермы совхоза имени XXII партсъезда. С 1967 по 1980 года — старший рабочий на фермах № 1,2,6 в этом же совхозе. С 1980 по 1989 года — директор автозаправочной станции.
В 1989 году вышел на пенсию. Скончался в 2004 году.